# Słoweński sportowiec roku
Słoweński sportowiec roku (słoweń. Slovenski športnik leta) – osoba wybrana najlepszym sportowcem mijającego roku w Słowenii. Plebiscyt jest organizowany przez stowarzyszenie dziennikarzy sportowych Słowenii (słoweń. Društvo športnih novinarjev Slovenije).

## Laureaci plebiscytu

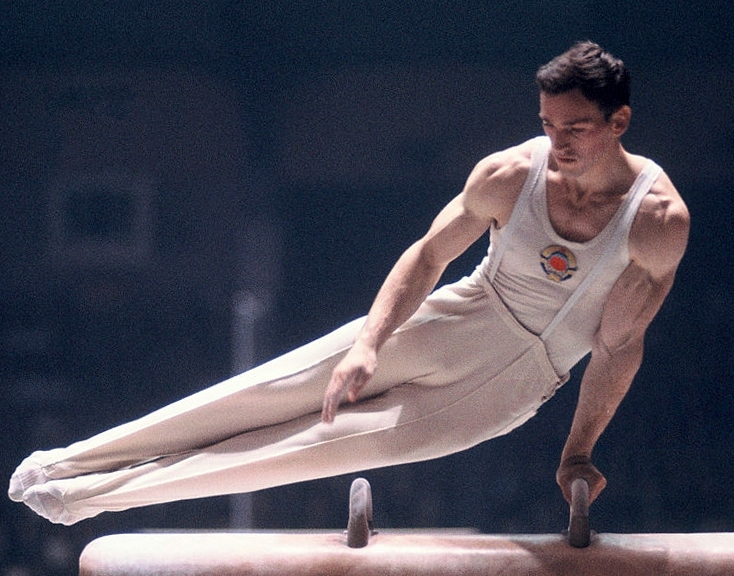
Miroslav Cerar dwukrotny złoty medalista olimpijski, zdobył inauguracyjną nagrodę w 1968 roku.

Mateja Svet rekordziskta w liczbie zwycięstw.

| Rok  | Laureatka         | Dyscyplina            | Laureat         | Dyscyplina            |
| ---- | ----------------- | --------------------- | --------------- | --------------------- |
| 1968 | Marijana Lubej    | lekkoatletyka         | Miroslav Cerar  | gimnastyka            |
| 1969 | Nataša Urbančič   | lekkoatletyka         | Ivo Daneu       | koszykówka            |
| 1970 | Nataša Urbančič   | lekkoatletyka         | Miroslav Cerar  | gimnastyka            |
| 1971 | Nataša Urbančič   | lekkoatletyka         | Branko Oblak    | piłka nożna           |
| 1972 | Nataša Urbančič   | lekkoatletyka         | Danilo Pudgar   | skoki narciarskie     |
| 1973 | Nataša Urbančič   | lekkoatletyka         | Vinko Jelovac   | koszykówka            |
| 1974 | Nataša Urbančič   | lekkoatletyka         | Vinko Jelovac   | koszykówka            |
| 1975 | Mima Jaušovec     | tenis                 | Bojan Križaj    | narciarstwo alpejskie |
| 1976 | Mima Jaušovec     | tenis                 | Borut Petrič    | pływanie              |
| 1977 | Mima Jaušovec     | tenis                 | Borut Petrič    | pływanie              |
| 1978 | Ljuba Tkalčič     | kręgle klasyczne      | Borut Petrič    | pływanie              |
| 1979 | Breda Lorenci     | lekkoatletyka         | Bojan Križaj    | narciarstwo alpejskie |
| 1980 | Mima Jaušovec     | tenis                 | Bojan Križaj    | narciarstwo alpejskie |
| 1981 | Bojana Dornig     | narciarstwo alpejskie | Borut Petrič    | pływanie              |
| 1982 | Andreja Leskovšek | narciarstwo alpejskie | Bojan Križaj    | narciarstwo alpejskie |
| 1983 | Lidija Lapajne    | lekkoatletyka         | Borut Petrič    | pływanie              |
| 1984 | Mateja Svet       | narciarstwo alpejskie | Jure Franko     | narciarstwo alpejskie |
| 1985 | Mateja Svet       | narciarstwo alpejskie | Rok Petrovič    | narciarstwo alpejskie |
| 1986 | Mateja Svet       | narciarstwo alpejskie | Rok Petrovič    | narciarstwo alpejskie |
| 1987 | Mateja Svet       | narciarstwo alpejskie | Bojan Križaj    | narciarstwo alpejskie |
| 1988 | Mateja Svet       | narciarstwo alpejskie | Matjaž Debelak  | skoki narciarskie     |
| 1989 | Mateja Svet       | narciarstwo alpejskie | Andrej Jelenc   | kajakarstwo           |
| 1990 | Mateja Svet       | narciarstwo alpejskie | Tomo Česen      | alpinizm              |
| 1991 | Nataša Bokal      | narciarstwo alpejskie | Franci Petek    | skoki narciarskie     |
| 1992 | Marika Kardinar   | kręgle klasyczne      | Rajmond Debevec | strzelectwo           |
| 1993 | Brigita Bukovec   | lekkoatletyka         | Igor Majcen     | pływanie              |
| 1994 | Britta Bilač      | lekkoatletyka         | Jure Košir      | narciarstwo alpejskie |
| 1995 | Brigita Bukovec   | lekkoatletyka         | Iztok Čop       | wioślarstwo           |
| 1996 | Brigita Bukovec   | lekkoatletyka         | Andraž Vehovar  | kajakarstwo           |
| 1997 | Brigita Bukovec   | lekkoatletyka         | Primož Peterka  | skoki narciarskie     |
| 1998 | Brigita Bukovec   | lekkoatletyka         | Primož Peterka  | skoki narciarskie     |
| 1999 | Metka Šparovec    | pływanie              | Gregor Cankar   | lekkoatletyka         |
| 2000 | Špela Pretnar     | narciarstwo alpejskie | Rajmond Debevec | strzelectwo           |
| 2001 | Alenka Bikar      | lekkoatletyka         | Andrej Hauptman | kolarstwo szosowe     |
| 2002 | Jolanda Čeplak    | lekkoatletyka         | Aljaž Pegan     | gimnastyka            |
| 2003 | Jolanda Čeplak    | lekkoatletyka         | Dejan Košir     | snowboarding          |
| 2004 | Jolanda Čeplak    | lekkoatletyka         | Vasilij Žbogar  | żeglarstwo            |
| 2005 | Tina Maze         | narciarstwo alpejskie | Mitja Petkovšek | gimnastyka            |
| 2006 | Petra Majdič      | biegi narciarskie     | Matic Osovnikar | lekkoatletyka         |
| 2007 | Petra Majdič      | biegi narciarskie     | Primož Kozmus   | lekkoatletyka         |
| 2008 | Sara Isakovič     | pływanie              | Primož Kozmus   | lekkoatletyka         |
| 2009 | Petra Majdič      | biegi narciarskie     | Primož Kozmus   | lekkoatletyka         |
| 2010 | Tina Maze         | narciarstwo alpejskie | Dejan Zavec     | boks                  |
| 2011 | Tina Maze         | narciarstwo alpejskie | Peter Kauzer    | kajakarstwo           |
| 2012 | Urška Žolnir      | judo                  | Anže Kopitar    | hokej na lodzie       |
| 2013 | Tina Maze         | narciarstwo alpejskie | Peter Prevc     | skoki narciarskie     |
| 2014 | Tina Maze         | narciarstwo alpejskie | Peter Prevc     | skoki narciarskie     |
| 2015 | Tina Maze         | narciarstwo alpejskie | Peter Prevc     | skoki narciarskie     |
| 2016 | Tina Trstenjak    | judo                  | Peter Prevc     | skoki narciarskie     |
| 2017 | Ilka Štuhec       | narciarstwo alpejskie | Goran Dragić    | koszykówka            |
| 2018 | Janja Garnbret    | wspinaczka sportowa   | Luka Dončić     | koszykówka            |
| 2019 | Janja Garnbret    | wspinaczka sportowa   | Primož Roglič   | kolarstwo szosowe     |
| 2020 | Anamarija Lampič  | biegi narciarskie     | Primož Roglič   | kolarstwo szosowe     |
| 2021 | Janja Garnbret    | wspinaczka sportowa   | Tadej Pogačar   | kolarstwo szosowe     |
| 2022 | Urša Bogataj      | skoki narciarskie     | Kristjan Čeh    | lekkoatletyka         |
| 2023 | Janja Garnbret    | wspinaczka sportowa   | Tadej Pogačar   | kolarstwo szosowe     |
| 2024 | Janja Garnbret    | wspinaczka sportowa   | Tadej Pogačar   | kolarstwo szosowe     |

## Wielokrotni zwycięzcy
| Laureatka       | zwycięstwa                                   |
| --------------- | -------------------------------------------- |
| Mateja Svet     | 7 (1984, 1985, 1986, 1987, 1988, 1989, 1990) |
| Nataša Urbančič | 6 (1969, 1970, 1971, 1972, 1973, 1974)       |
| Tina Maze       | 6 (2005, 2010, 2011, 2013, 2014, 2015)       |
| Brigita Bukovec | 5 (1993, 1995, 1996, 1997, 1998)             |
| Janja Garnbret  | 5 (2018, 2019, 2021, 2023, 2024)             |
| Mima Jaušovec   | 4 (1975, 1976, 1977, 1980)                   |
| Jolanda Čeplak  | 3 (2002, 2003, 2004)                         |
| Petra Majdič    | 3 (2006, 2007, 2009)                         |

| Laureat         | zwycięstwa                       |
| --------------- | -------------------------------- |
| Bojan Križaj    | 5 (1975, 1979, 1980, 1982, 1987) |
| Borut Petrič    | 5 (1976, 1977, 1978, 1981, 1983) |
| Peter Prevc     | 4 (2013, 2014, 2015, 2016)       |
| Primož Kozmus   | 3 (2007, 2008, 2009)             |
| Tadej Pogačar   | 3 (2021, 2023, 2024)             |
| Miroslav Cerar  | 2 (1968, 1970)                   |
| Vinko Jelovac   | 2 (1973, 1974)                   |
| Rok Petrovič    | 2 (1985, 1986)                   |
| Rajmond Debevec | 2 (1992, 2000)                   |
| Primož Peterka  | 2 (1997, 1998)                   |
| Primož Roglič   | 2 (2019, 2020)                   |